# Estasia

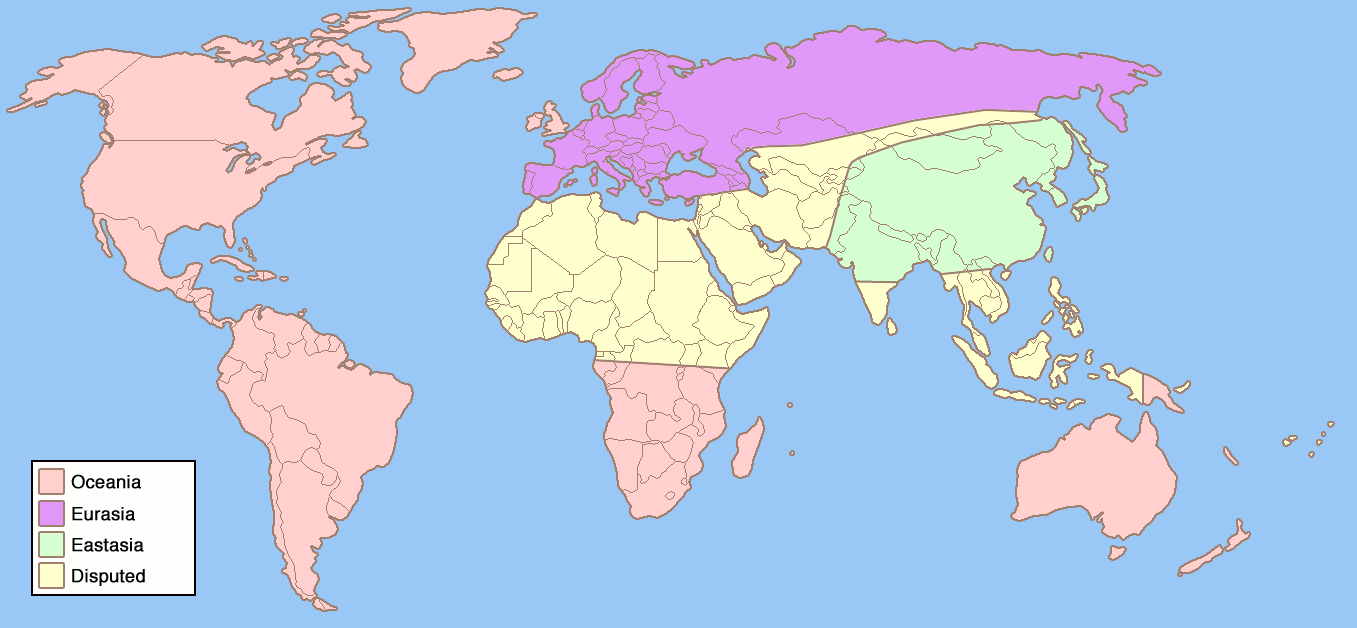
Le monde en 1984 selon George Orwell. Le territoire contrôlé par l'Océania est représenté en rose. Le territoire d'Eurasia est en mauve et celui d'Estasia en vert. Les territoires en jaune sont ceux qui sont revendiqués par les trois puissances.

L'Estasia est un pays fictif, présent dans le roman 1984 de George Orwell. Elle comprend l'Asie d'Extrême-Orient et du Sud-Est. Dans le roman, elle fait partie des trois régimes totalitaires qui se partagent le monde, les deux autres étant l'Eurasia et l'Océania.
L'Estasia est dirigée par un régime totalitaire, s'appuyant sur l'idéologie nommée « culte de la mort » (ou « oblitération du moi »).